# Aníbal Fernández de Soto Valderrama
Aníbal Fernández de Soto Valderrama (Popayán 13 de octubre de 1934 - Bogotá 4 de agosto de 2004) fue un abogado y político colombiano. Miembro del Partido Conservador Colombiano.

## Biografía
Abogado de la Pontificia Universidad Javeriana. Fue nombrado Secretario de Educación de Bogotá, fue concejal y representante a la Cámara. Se desempeñó como Superintendente Bancario en el gobierno de Carlos Lleras Restrepo. Fue representante de Colombia en el Banco Interamericano de Desarrollo (BID).

### Alcalde de Bogotá
Fue Alcalde de Bogotá entre 1973 y 1974, designado por el gobierno de Misael Pastrana.
En su administración se planificaron las Avenidas Circunvalar y Boyacá, se estableció la normatividad del transporte público. Bajo su administración adoptó el himno de Bogotá como símbolo oficial del Distrito Capital.
También fue Notario 52 de Bogotá desde 1993 a 2002.

## Homenajes
El IED Aníbal Fernández de Soto Valderrama de Suba lleva su nombre.